# Petrogale purpureicollis
Il wallaby delle rocce dal collo viola (Petrogale purpureicollis Le Souef, 1924) è un marsupiale della famiglia Macropodidae.

## Tassonomia
È stato classificato per la prima volta nel 1924 da Albert Sherbourne Le Souef, allora direttore dello Zoo di Taronga a Sydney (Australia), il quale notò una strana colorazione viola attorno al collo e alcune differenze nel cranio rispetto ad altre specie di wallaby delle rocce. La specie si è subito ritrovata al centro di innumerevoli dibattiti tassonomici e a seconda degli autori è stata variamente classificata come una varietà di Petrogale inornata, di Petrogale penicillata e di Petrogale lateralis. Le Souef e altri asserirono fin dal primo momento che si trattava di una nuova specie, ma bisognerà attendere il 2001, grazie ad uno studio pubblicato sulla rivista Australian Journal of Zoology, per mettere finalmente d'accordo la comunità scientifica.
Alcuni scienziati scettici ritengono che la colorazione viola sia dovuta al fatto che il primo animale preso in esame si fosse strofinato contro una vernice di tale colore, ma questo wallaby secerne effettivamente un pigmento viola. È noto che quest'ultimo vada via con la pioggia e sbiadisca dopo la morte, rendendo allora molto difficile distinguere questa specie dagli altri wallaby delle rocce.